# De Zwaan (Voorst)
De Zwaan is een korenmolen in Voorst in de Nederlandse provincie Gelderland.
De molen verrees in 1904 naast een reeds bestaande stoommalerij. Voor de bouw werd gebruikgemaakt van een afgebroken molen uit het Groningse Uithuizen. In 1967 werd de molen gerestaureerd. In 1986 werd de molen eigendom van de Stichting Molen De Zwaan. Tussen 1989 en 1991 werd de molen gerestaureerd waarna hij regelmatig door vrijwillige molenaars in bedrijf wordt gesteld.
De roeden van de molen hebben een lengte van 22,50 meter en zijn voorzien van het Van Busselsysteem, op de binnenroede in combinatie met Ten Have-kleppen. De inrichting bestaat uit één koppel maalstenen.